# Gustav Vacek

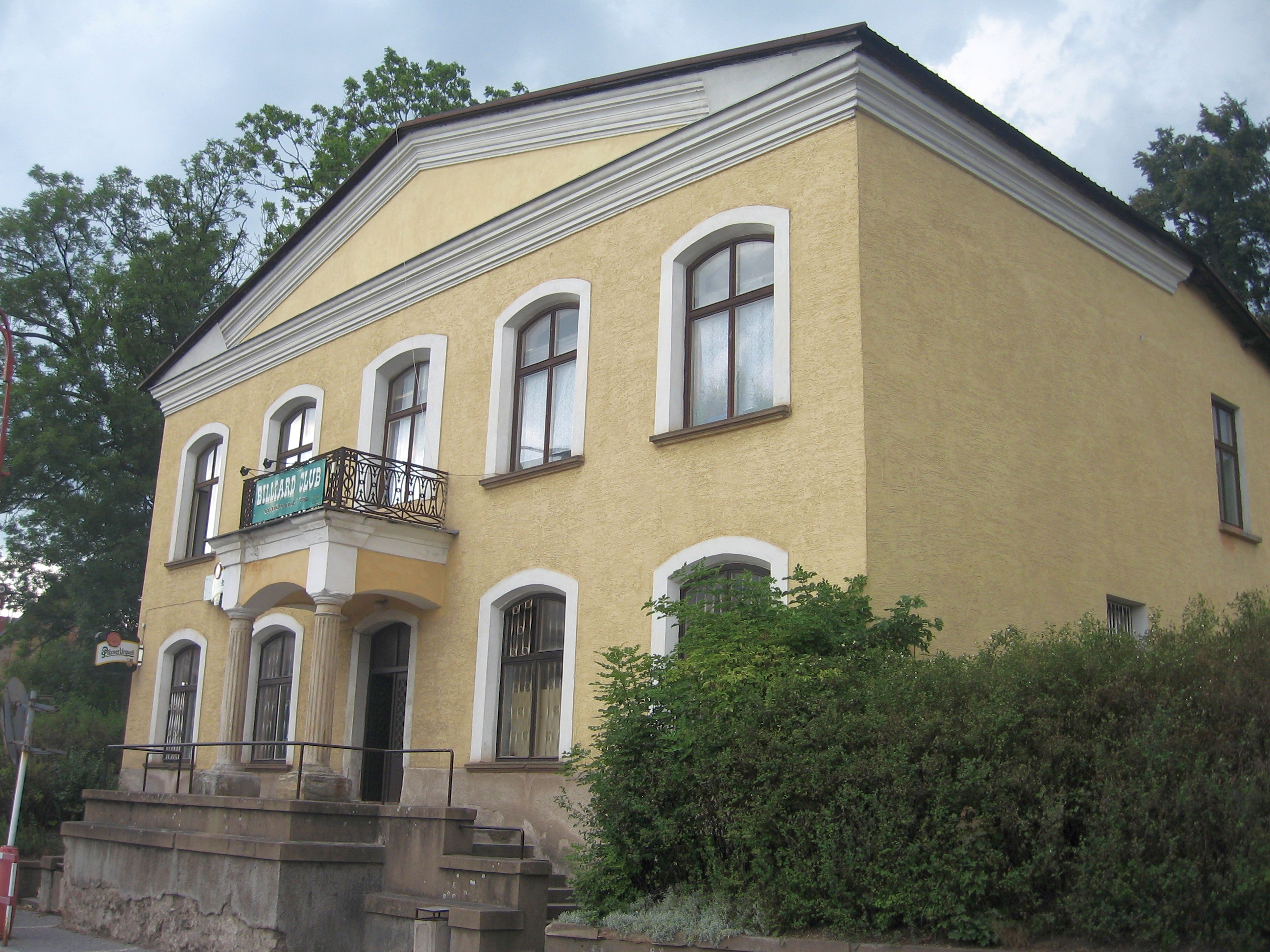
Vackův dům čp. 34 v Červeném Kostelci

Gustav Vacek (31. srpna 1821 Červený Kostelec – 1. října 1894 Červený Kostelec) byl český akademický malíř.

## Život
Gustav Vacek (Watzek) se narodil 31. srpna 1821 v čp. 44, naproti kostelu, v rodině zámožného červenokosteleckého kupce Františka Vacka.
V letech 1827 až 1830 navštěvoval kosteleckou farní školu, v letech 1830-1832 německou školu v Broumově. Dále navštěvoval v letech 1832-1836 broumovské klášterní gymnázium. V letech 1835 až 1840 studoval na pražské Akademii výtvarných umění u Františka Tkadlíka. Po jeho smrti pokračoval ve studiu patrně soukromě v ateliéru Christiana Rubena.
V roce 1837 a na počátku roku následujícího se mladý Gustav Vacek v Červeném Kostelci patrně setkával s budoucí významnou českou spisovatelkou Boženou Němcovou.
Po studiích na akademii (1836–1844) žil a pracoval střídavě v Praze a Červeném Kostelci, od konce padesátých let devatenáctého století až na výjimky v Červeném Kostelci. V rodném městě si dal podle vlastního architektonického návrhu postavit prvním městským stavitelem Hermanem Regnerem výstavný dům v řeckém slohu (čp. 34) a později k němu nechal přistavět zahradní ateliér. V prvním tvůrčím období (do konce padesátých let) se věnoval zejména ztvárňování světských motivů, ve druhém se zabýval ponejvíce tematikou náboženskou a církevní.
Gustav Vacek zemřel 1. října roku 1894 a byl pochován do rodinné hrobky na červenokosteleckém hřbitově.

## Dílo
- Navštívení Panny Marie - hlavní oltář kostela Navštívení Panny Marie na Boušíně (1856)
- oltář sv. Anny a oltář Panny Marie - v kostele sv. Vavřince v Náchodě
- Kristus Pantokrator, malba v konše závěru hlavní lodi v kostela sv. Cyrila a Metoděje v Karlíně, 1887-1896 podle předlohy J. M.Trenkwalda[3]
- Bolestná Panna Marie a Panny Marie s Ježíškem ve slávě - v kapli sv. Cyrila a Metoděje v Červeném Kostelci
- závěsný obraz Starý ovčák - v zámku Zákupy

## Galerie

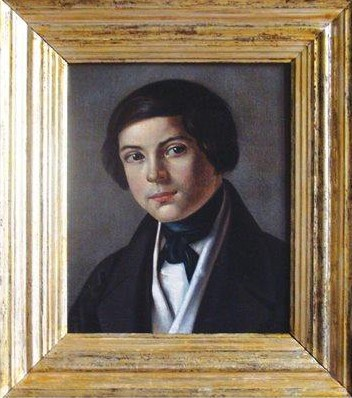
Podobizna chlapce
Mladá žena, patrně Božena Němcová, lavírovaná kresba